# Гони (дем Темпа)
Гони (на гръцки: Γόννοι; до 1927 година: Δερελί, Дерели) е село с 2462 жители (2011) и площ от 113,333 km² в дем Темпа, област Тесалия, Гърция.
Името му идва от древния град Гони или Гонос. През 1912 г. селището става община Дерели и през 1927 година е преименувано на Гони. През 1997 година Гони е издигнат в дем. Близо до града се намират останките от древния град Гонос или Гони.